# Scurtă vacanță
Scurtă vacanță (titlul original: în italiană Una breve vacanza) este un film dramatic, coproducție italo-spaniolă, realizat în 1973 de regizorul Vittorio De Sica, după un subiect de Rodolfo Sonego, protagoniști fiind actorii Florinda Bolkan, Renato Salvatori, Daniel Quenaud, Adriana Asti. 

## Conținut
O ședere într-un sanatoriu pentru tuberculoză în Sondalo, îi permite Clarei să separe de lumea epuizantă și monotonă a muncii din fabrică și de vicisitudinile vieții de familie. Descoperă o altă lume formată din grijă, odihnă, atenție, muzică și lectură. Cu un alt pacient, Luigi, începe să apară o poveste de dragoste sentimentală. Dar, din păcate, aceasta este doar o paranteză, o scurtă vacanță pentru că tânăra, trebuie brusc să plece din sanatoriu, fiind complet vindecată...

## Distribuție
- Florinda Bolkan – Clara Mataro
- Renato Salvatori – Franco Mataro, soțul Clarei
- Daniel Quenaud – Luigi
- Josè Maria Prada – doctorul Ciranni
- Hugo Blanco – fratele lui Franco
- Maria Mizar Ferrara – infirmiera Garin
- Adriana Asti – domnișoara Scanziani
- Teresa Gimpera – Gina
- Angela Cardile – roșcata
- Julia Peña – Edvige
- Anna Carena – soacra
- Alessandro Romanazzi – fiul Clarei
- Miranda Campa – asistenta Guidotti
- Christian De Sica – tânărul din tren
- Paolo Limiti – un medic
- Franca Mazzoni –
- Monica Guerritore – Maria

## Premii
- Nastro d'argento 1974
  - Cea mai bună actriță în rol secundar lui Adriana Asti
- 1975 Los Angeles Film Critics Association Awards
  - Cea mai bună actriță lui (Florinda Bolkan)[1]